# Acentronura
Acentronura es un género de peces de la familia Syngnathidae, en el orden de los Syngnathiformes.
Se denominan comúnmente pez pipa-caballo pigmeo y caballito de mar bastardo. Se distribuyen en aguas templadas y tropicales del Indo-Pacífico.

## Especies
El Registro Mundial de Especies Marinas reconoce las siguientes especies en el género:
- Acentronura gracilissima (Temminck & Schlegel, 1850)
- Acentronura tentaculata Günther, 1870

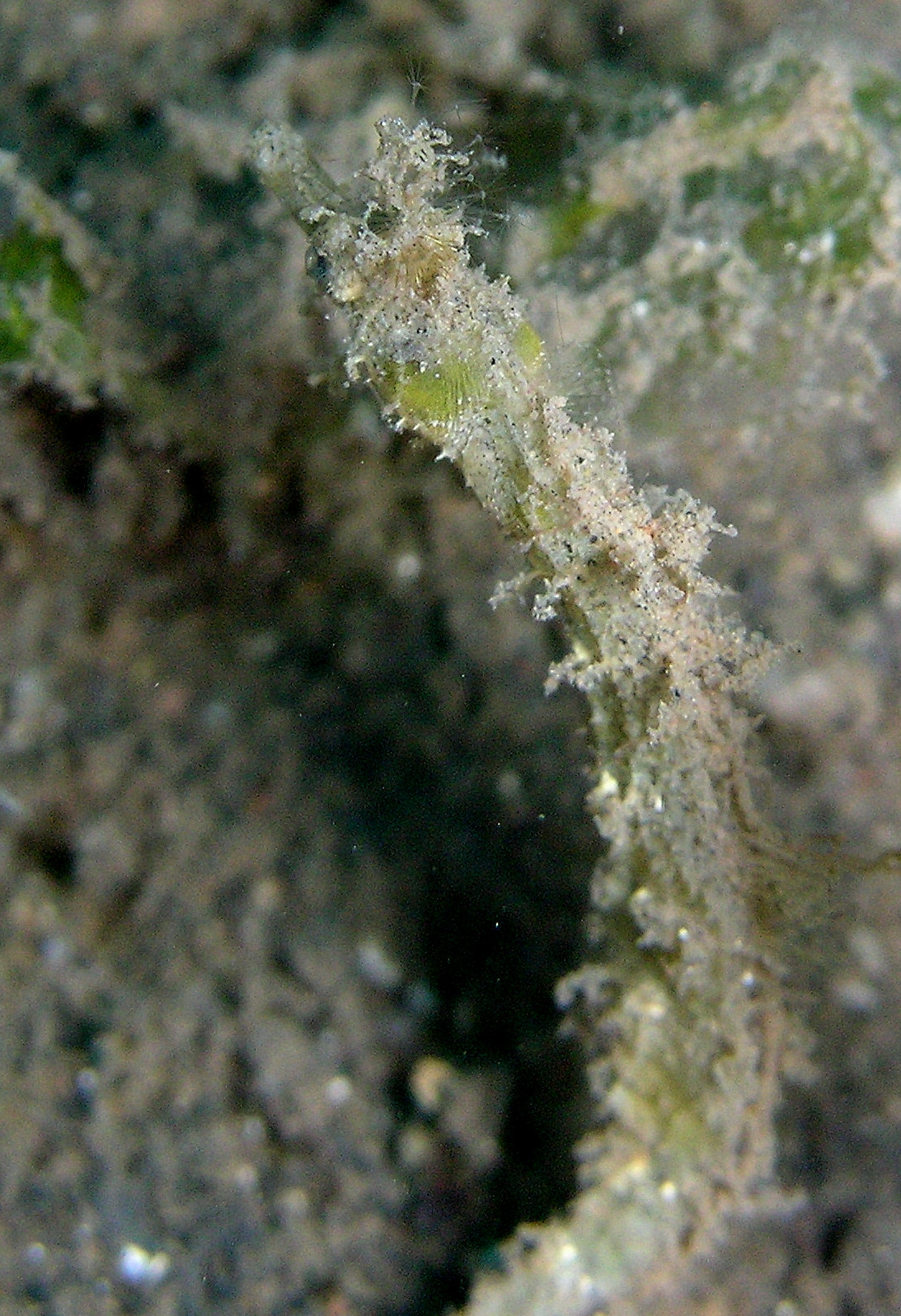
A. tentaculata: el arte del camuflaje
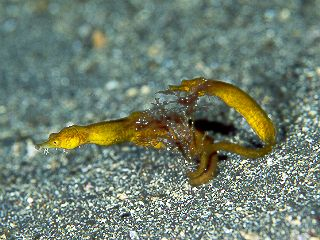
Pareja de A. gracilissima

## Morfología
De coloración marrón, amarillenta o verdosa, con proyecciones dermales irregulares, como camuflaje. Las hembras, más delgadas, se parecen más a peces pipa, mientras que los machos, de mayor tamaño, recuerdan más a caballitos de mar. Los adultos y subadultos carecen de aleta caudal.
- Carecen de espinas, teniendo entre 16-17 radios blandos dorsales, 4 radios blandos anales, y de 14 a 16 radios blandos en las aletas pectorales.

- Alcanzan los 63 mm de longitud.[3]

## Reproducción
Son ovovivíparos y el macho transporta los huevos en una bolsa ventral, la cual se encuentra debajo de la cola.

## Hábitat
Es un pez de mar, de clima tropical y asociado a los arrecifes de coral, que vive entre 1-20 m de profundidad.
Normalmente se les ve en parejas, en lechos marinos de hierba o algas que crecen adyacentes a los arrecifes.

## Distribución geográfica
Se encuentran desde el norte del Mar Rojo y Mozambique hasta el Pacífico oeste.
A. tentaculata es especie nativa de Arabia Saudí, Australia, Camboya, Filipinas, Madagascar, Mozambique, Omán, Papúa Nueva Guinea y Yibuti.
A. gracilissima es especie nativa de Japón, Mozambique, Nueva Caledonia, Palaos y Vietnam.